# Ian Graham Turbott
Sir Ian Graham Turbott CMG, CVO (* 9. März 1922 in Whangārei; † 11. August 2016) war ein britischer Kolonialpolitiker, ehemaliger Administrator von Antigua und Barbuda sowie Gouverneur von Grenada.

## Biografie
Turbott war zunächst vom 3. Oktober 1958 bis zum 6. März 1964 als Nachfolger von Alec Lovelace Administrator von Antigua und Barbuda.
Anschließend wurde er zunächst Administrator und dann von 1967 bis 1968 Gouverneur von Grenada. Zugleich wurde er von Königin Elisabeth II. zum Knight Bachelor geschlagen.
1989 war er Gründungskanzler der University of Western Sydney (UWS). Seit dem 6. Februar 1995 ist er Honorarkonsul der Cookinseln in Sydney.
Während seines Lebens wurde er 1962 mit dem Order of St. Michael and St. George (CMG), 1966 mit dem Royal Victorian Order (CVO) sowie 1997 mit dem Order of Australia (AO) ausgezeichnet.